# Siena Kelly

Siena Kelly (2017)

Siena Nicole Kelly (* 1996 in Camden) ist eine britische Schauspielerin.

## Leben und Karriere
Kelly schloss 2017 die Arts Educational Schools in London ab und betätigte sich anschließend als Theaterschauspielerin. Sie debütierte als Ivy Green in dem Musical On the Town am Open Air Theatre im Londoner Regent’s Park. Im selben Jahr hatte sie neben Rhys Ifans eine Rolle am Old Vic Theatre in A Christmas Carol. 2018 gab sie ihr Debüt als Filmschauspielerin, als sie die Rhoda Swartz in der ITV-Miniserie Jahrmarkt der Eitelkeiten spielte. Im folgenden Jahr spielte sie die Michelle Wilson in der Serie Temple. Außerdem trat sie am Donmar Warehouse in dem Stück Teenage Dick auf.
2020 trat Kelly als Amy in der vierteiligen Miniserie Nur für Erwachsene auf. Für diese Rolle wurde sie als Beste Nebendarstellerin für den British Academy Television Award nominiert. Daneben war sie weiterhin als Theaterschauspielerin aktiv und hatte eine Rolle in Cat on a Hot Tin Roof am Curve Theater in Leicester. 2022 trat sie wieder am Donmar Warehouse in dem Stück Force Majeure und in That is Not Who I Am am Royal Court Theatre auf. 2024 spielte sie die titelgebende Protagonistin Domino Day in der gleichnamigen Fantasy-Serie, eine moderne Hexe, die ihre Opfer über Datingwebsites findet. 2025 spielte sie die Hauptdarstellerin Maria in der Folge Bête Noire der Netflix-Serie Black Mirror. Zudem spielte sie in dem im Mai 2025 gestarteten historischen Stück 1536 am Almeida Theatre eine der Hauptrollen. Für ihre Darbietung in Nora oder Ein Puppenheim wurde sie 2025 für den Ian Charleson Award nominiert.

## Filmografie
- 2018: Jahrmarkt der Eitelkeiten (Vanity Fair, Fernsehserie, 2 Episoden)
- 2019: Temple (Fernsehserie)
- 2020: Nur für Erwachsene (Adult Material, Fernsehserie)
- 2021: Hit & Run (Fernsehserie, 3 Episoden)
- 2024: Domino Day (Fernsehserie)
- 2025: Black Mirror (Fernsehserie, 1 Episode)